# Ginger Lynn
Ginger Lynn, född Ginger Lynn Allen 14 december 1962 i Rockford i Illinois, är en amerikansk skådespelare. Hon har medverkat i samt skrivit manus till pornografiska filmer sedan 1984, under 1980-talet tillsammans med bland annat Traci Lords. Hon har även medverkat i filmer som ej är pornografiska. 1998 spelade hon huvudrollen i Jonas Åkerlunds video till Metallicas låt "Turn The Page".
2002 avslutade hon porrfilmskarriären. Hon återvände dock 2008 och har sedan dess medverkat i ett antal filmer.
2004 porträtterades hon av Timothy Greenfield-Sanders i hans bok XXX: 30 Porn-Star Portraits och film Thinking XXX.
Hon har en son, född 1996.

## Filmografi (filmer som haft svensk premiär)
- 1984 - China & Silk
- 1984 - Kinky Business
- 1984 - Fire!
- 1984 - Sorry Doc
- 1984 - Too Good To Be True
- 1984 - Up! Up! And Away!
- 1985 - Private Angel
- 1985 - Tracy Superstar
- 1985 - Tabu IV - den yngre generationen
- 1999 - Turn the Page